# Паулу-Рамус
Паулу-Рамус (порт. Paulo Ramos) — муниципалитет в Бразилии, входит в штат Мараньян. Составная часть мезорегиона Запад штата Мараньян. Входит в экономико-статистический микрорегион Пиндаре. Население составляет 20 079 человек на 2010 год. Занимает площадь 1168,609 км². Плотность населения — 17,18 чел./км².

## Демография
Согласно сведениям, собранным в ходе переписи 2010 г. Национальным институтом географии и статистики (IBGE), население муниципалитета составляет:
| Полное население                               | Полное население                               | Полное население                               | Полное население                               | 20 079 |
| ---------------------------------------------- | ---------------------------------------------- | ---------------------------------------------- | ---------------------------------------------- | ------ |
| в том числе:                                   | Городское население                            | 10 825                                         | Процент городского населения, %                | 53,91  |
|                                                | Сельское население                             | 9254                                           | Процент сельского населения, %                 | 46,09  |
|                                                | Мужское население                              | 10 128                                         | Процент мужского населения, %                  | 50,44  |
|                                                | Женское население                              | 9951                                           | Процент женского населения, %                  | 49,56  |
| Плотность населения, чел/км²                   | Плотность населения, чел/км²                   | Плотность населения, чел/км²                   | Плотность населения, чел/км²                   | 17,18  |
| Население муниципалитета в % к населению штата | Население муниципалитета в % к населению штата | Население муниципалитета в % к населению штата | Население муниципалитета в % к населению штата | 0,31   |

По данным оценки 2016 года, население муниципалитета составляет 20 612 жителей.

## История
Город основан 20 января 1970 года. 

## Статистика
- Валовой внутренний продукт на 2003 год составляет 35 037 878,00 реалов (данные: Бразильский институт географии и статистики).
- Валовой внутренний продукт на душу населения на 2003 год составляет 1826,41 реалов (данные: Бразильский институт географии и статистики).
- Индекс развития человеческого потенциала на 2000 год составляет 0,537 (данные: Программа развития ООН).